# General de Caballería (Alemania)

Insignia de hombro.

General de Caballería (en alemán: General der Kavallerie) fue un general de rango OF-8 en el Ejército Imperial alemán, el Reichswehr del periodo de entreguerras, y la Wehrmacht. Era el segundo grado más alto del generalato por debajo de generaloberst. Los oficiales de artillería de rango equivalente eran llamados general der Artillerie, y los oficiales de infantería de rango equivalente general der Infanterie. La Wehrmacht también creó general der Panzertruppen (tropas acorazadas), general der Gebirgstruppen (tropas de montaña), general der Pioniere (ingenieros), general der Flieger (aviadores), general der Fallschirmtruppen (tropas paracaidistas), y general der Nachrichtentruppen (tropas de comunicaciones)

## B
- Friedrich von Bernhardi (1849-1930)
- Moritz von Bissing (1844-1917)

## C
- Friedrich August Peter von Colomb (1775-1854)

## D
- Georg Graf von der Decken (1787-1859)

## E
- Karl von Einem (1853-1934)
- Rudolf Koch-Erpach (1886-1971)
- Franz Hermann Günther von Etzel (1862-1948)

## F
- Max von Fabeck (1854-1916)
- Hans Feige (1880-1953)
- Kurt Feldt (1897-1970)
- Rudolf von Frommel (1857-1921)

## G
- Otto von Garnier (1859-1947)
- Ludwig Freiherr von Gebsattel (1857-1930)

## H

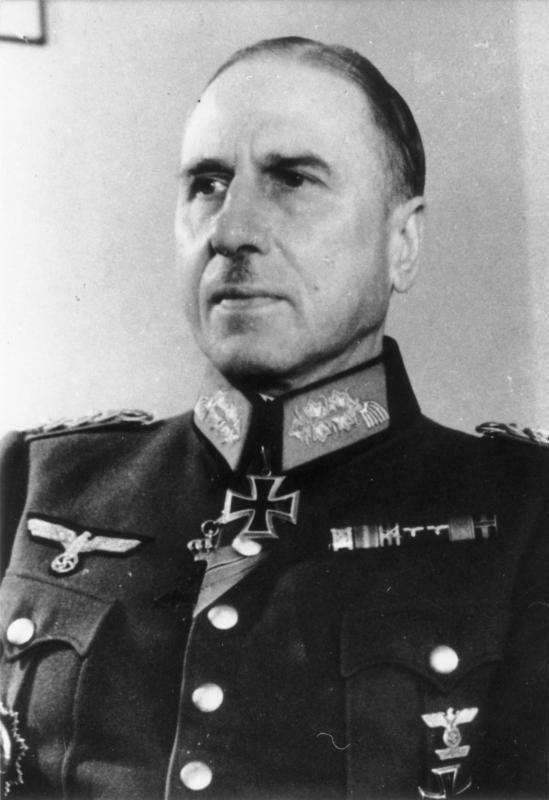
Erick-Oskar Hansen, General de Caballería durante la II Guerra Mundial.

- Gottlieb Graf von Haeseler (1836-1919)
- Erick-Oskar Hansen (1889-1967)
- Gustav Harteneck (1892-1984)
- Philipp von Hellingrath (1862-1939)
- Erich Hoepner (1886-1944)
- Ernst von Hoeppner (1860-1922)
- Leonhard von Hohenhausen (1788-1872)
- Gustav von Hollen (1851-1917)

## K
- Philipp Kleffel (1887-1964)
- Paul Ludwig Ewald von Kleist (1881-1954)
- Rudolf Koch-Erpach (1886-1971)
- Carl-Erik Koehler (1895-1958)
- Otto Kreß von Kressenstein (1850-1929)
- Karl Wilhelm Heinrich von Kleist (1836-1917)

## L
- Maximilian von Laffert (1855-1917)
- Georg Lindemann (1884-1963)

## M
- August von Mackensen (1849-1945)
- Eberhard von Mackensen (1889-1969)
- Georg von der Marwitz (1856-1929)

## P
- Curt von Pfuel (1849-1936)
- Ernst Ludwig von Pfuel (1716-1798)
- Georg Adam von Pfuel (1618-1672)
- Príncipe Federico Leopoldo de Prusia (1865-1931)

## R
- Manfred Freiherr von Richthofen (1855-1939)

## S
- Maximilian von Speidel (1856-1943)
- Leo Geyr von Schweppenburg (1886-1974)

## U
- Guillermo Carlos, Duque de Urach

## W
- Alfred von Waldersee (1832-1904)
- Maximilian von Weichs (1881-1954) (posteriormente ascendido a Generalfeldmarschall)
- Siegfried Westphal (1902-1982)

## Z
- Christian von Zweibrücken (1782-1859)

- Datos: Q1501733